# Axinotoma latipalpis
Axinotoma latipalpis – gatunek chrząszcza z rodziny biegaczowatych i podrodziny Harpalinae.
Gatunek ten został opisany w 1968 roku przez Pierre'a Basilevskiego.
Chrząszcz o ciele długości od 9,5 do 13,5 mm. Ubarwiony ciemnobrązowo. Ostatni człon głaszczków wargowych tęgi, silnie rozszerzony na wierzchołkowu. Ząbek bródki nierozdwojony. Przedplecze silniej poprzeczne, a pokrywy krótsze i o międzyrzędach silniej wypukłych niż u Axinotoma dilatipalpis. Edeagus o środkowym płacie bez dysku apikalnego.
Gatunek afrotropikalny, znany z Republiki Środkowoafrykańskiej i Ugandy.